# Leopoldo Urrutia Anguita
Eduardo Leopoldo Urrutia Anguita (Cauquenes, 1849 - Santiago, 11 de octubre de 1936), fue un jurista, académico y juez chileno. Se desempeñó como ministro de la Corte Suprema de Chile, de la que fue su presidente en dos periodos.

## Biografía
Nació en 1849, hijo de Basilio Urrutia y Teodorinda Anguita. Estudió en la Escuela de Derecho de la Universidad de Chile, y se tituló en leyes el 28 de junio de 1872. Dos años antes, en 1869, había ingresado a la administración pública como oficial de la Dirección de Ingenieros.
Posteriormente se desempeñó como secretario del Juzgado del Crimen de Valparaíso, secretario de la Intendencia dé Linares, juez de Letras de Linares; juez de Santiago, Curicó, Cauquenes, San Fernando, y Valparaíso. Luego asumió como ministro de la Corte de Apelaciones de Santiago, y en 1892, como ministro de la Corte Suprema. Ejerció la presidencia de esta última en 1898 y 1908. En 1896 fue Elector de Presidente y en 1897 fue representante del poder judicial ante el Consejo de Estado. Se retiró del poder judicial en 1911.
Paralelamente, fue profesor de la Facultad de Derecho, donde asumió la cátedra de derecho civil en 1888, la cual mantuvo hasta 1926. Fue decano de la facultad entre 1912 y 1914. Falleció en 1936.